# 孛术鲁娄室
孛朮魯娄室（？—1234年），女真族，孛朮魯（亦作孛述鲁、兀术鲁、不术鲁、孛术论）氏，金朝末年将领。
天兴二年（1233年）九月，蒙古帝国大军围攻蔡州，进攻越来越加紧，他当时担任总帅、世袭谋克，金哀宗命他与完颜承麟守蔡州东面。十二月，孛朮魯娄室权参知政事，完颜承麟代他为东面元帅，权总帅，共同救应。次年正月，哀宗自缢而身死，孛朮魯娄室与诸将及军士五百余人一起从死。